# Власенко Лев Миколайович
Лев Микола́йович Вла́сенко (рос. Лев Никола́евич Вла́сенко, 24 грудня 1928, Тіфліс — 24 серпня 1996, Брисбен) — радянський піаніст, Народний артист СРСР (1991).
Музичну освіту здобув у Московській консерваторії, яку закінчив 1953 року в класі фортепіано Якова Флиера. В 1956 переміг на конкурсі ім. Ліста в Будапешті, а 1958 здобув другу премію на Першому конкурсі ім. Чайковського, поступившись Вану Кліберну. Перемоги на конкурсах принесли Власенку всесвітнє визнання, гастролі і записи.
З 1957 Власенко вів викладацьку діяльність у Московській консерваторії, з 1976 — як завідувач кафедри фортепіано. Серед його учнів — Михайло Плєтньов, Микола Сук. Крім роботи в Москві Власенко також давав майстрів-класи за рубежем — у Європі й США, був членом журі різних конкурсів. Останні два роки піаніст жив в Австралії.